# Passaron

Épiro na Antiguidade

Passaron (em grego:  Πασσαρών) era uma cidade grega do Épiro Antigo. Foi fundada pelo rei molossiano Tharrhypas em algum momento entre 420 e 400 a.C. como a capital do reino molossiano. Como capital, os reis molossianos e o povo reunido estavam acostumados a prestar juramentos mútuos, um para governar de acordo com as leis, o outro para defender o reino. Mais tarde, em 330 a.C., tornou-se a capital do novo reino de Épiro até 295 a.C., quando Pirro de Épiro mudou a capital para Ambrácia. A cidade foi tomada pelo pretor romano Lúcio Anício Galo em 167 a.C.
Está localizado perto do moderno Rodotopi.